# Charter Alley
Charter Alley – wieś w Anglii, w hrabstwie Hampshire, w dystrykcie Basingstoke and Deane. Leży 33 km na północny wschód od miasta Winchester i 74 km na zachód od Londynu.